# Михайлин, Юрий Дмитриевич
Юрий Дмитриевич Михайлин (14 октября 1936, Дубовый Умёт, Куйбышевский край — 30 апреля 2021) — советский военачальник, командующий Военно-воздушными силами Ленинградского военного округа (1985—1987). Заслуженный военный лётчик СССР, генерал-лейтенант авиации.

## Биография
Родился 14 октября 1936 года в селе Дубовый Умёт Куйбышевской области в семье рабочего. Окончил 10 классов средней школы в 1954 году.
С 1954 по 1956 год курсант Батайского военного авиационного училища лётчиков им. А. К. Серова.
С 1956 по 1965 год служил в строевых частях ВВС в должностях от летчика до командира звена.
В 1969 году окончил Военно-воздушную академию имени Ю. А. Гагарина.
С 1969 по 1971 год — командира отдельной разведывательной эскадрильи (аэр. Чиндант-2, Борзя, Читинская обл.)
С 1971 по 1974 год- заместитель командира полка по лётной подготовке, а
с 1974 по 1975 год — командир полка (120-й ИАП).
С 1975 по 1976 год — заместитель командира дивизии.
С 1976 по 1978 год — командир дивизии.
В 1980 году окончил Военную Академию Генерального штаба вооруженных сил СССР имени К. Е. Ворошилова.
С 1980 по 1982 год — начальник штаба ВВС Забайкальского военного округа
С 1982 по 1985 год командовал авиационным корпусом в ГСВГ.
С 1985 по 1987 год — командующий ВВС Ленинградского военного округа, заместитель командующего ЛенВО.
С 1987—1991 гг. — старший группы военных советников в Индии.
Делегат XXVII съезда КПСС.
Имеет классную квалификацию «Военный лётчик 1-го класса».
Вышел в отставку в 1992 году.
Скончался 30 апреля 2021 года на 85-м году жизни. Похоронен на Серафимовском кладбище города Санкт-Петербурга.

## Награды
За особые заслуги в освоении авиационной техники, высокие показатели в воспитании и обучении лётных кадров и многолетнюю безаварийную лётную работу в военной авиации удостоен звания «Заслуженный военный лётчик СССР» в 1971 году.
Награждён орденом Красной звезды, орденом «За службу Родине в Вооружённых силах СССР», 3 степени, другими медалями СССР и РФ, орденами и медалями других государств.
Лауреат Премии Правительства РФ 2012 года — за значительный вклад в развитие Военно-воздушных сил.